# Salvador Campos Icardo
Salvador Campos Icardo (* 21. Juli 1944 in Mexiko-Stadt) ist ein ehemaliger mexikanischer Botschafter.

## Leben
Salvador Campos Icardo studierte Rechtswissenschaft an der Universidad Nacional Autónoma de México. Er trat am 10. Mai 1970 in den auswärtigen Dienst. Er war als Vizekonsul an den Botschaften in Brüssel, Bukarest, Washington, D.C., Paris akkreditiert wie auch, Mitglied der ständigen Delegation bei den Vereinten Nationen in Genf. Von 1990 bis 1995 war er Botschafter im Senegal. Zur Zeit als Botschafter mit Residenz in Ankara, war er auch bei den Regierungen in Baku, Astana, Aşgabat und Tiflis akkreditiert.

## Ehrungen
- 1998: Großkreuz des Ordens des Infanten Dom Henrique
- 2000: Großoffizier des Sterns von Rumänien